# Uncle Grandpa
Uncle Grandpa ist eine US-amerikanische Zeichentrickserie von Peter Browngardt. Sie ist ein Ableger der Serie Secret Mountain Fort Awesome, welche ebenfalls von Peter Browngardt ist.

## Handlung
Uncle Grandpa ist der Großvater und Onkel der ganzen Welt, er lebt mit seinen Freunden in einem Wohnwagen und hilft den Kindern der Welt bei Problemen. Oft fährt Uncle Grandpa etwas (meist einen Hydranten) um, während er bei Kindern anhält und manchmal verursacht er aus Versehen die Probleme der Kinder.

## Figuren
- Uncle (Larry) Grandpa: Er hilft Kindern bei ihrer Not. Er hat einen L-förmigen Kopf, eine pinkfarbene Nase, eine rote sprechende Bauchtasche, einen Propellerhut und eine schwarze Lederhose mit bunten Hosenträgern. Er ist sehr kindlich und nicht sehr intelligent, aber er hat die Fähigkeit, Klone von sich zu erschaffen. Er sagt sehr oft „Guten Morgen“.
- Bauchtasche (eng: Belly Bag): Uncle Grandpas sprechende Bauchtasche, er trägt sehr viele Gegenstände in sich, welche manchmal sogar größer sind als er selbst. In der Episode „Bauch Brüder“ sieht man das Innere von Bauchtasche, welches wie eine andere Dimension aussieht.
- Mr. Gus: Ein mehrere Millionen Jahre alter, emotionsloser Dinosaurier, welcher der Vernüftige der Gruppe ist. Oft ist er unbeeindruckt von Uncle Grandpas Tätigkeiten und rät ihm oft ab, solche Dinge zu tun.
- Pizza Steve: Ein sehr egoistisches Stück Pizza, das immer Geschichten erfindet, damit es im Vordergrund ist oder als Ausrede. Er behauptet, dass es den schwarzen Gürtel im italienischen Karate hat. Er nennt Uncle Grandpa oft nur „Uncle G.“
- Großer realistischer fliegender Tiger (eng: Giant Realistic Flying Tiger): Sie ist ein riesiger fliegender Tiger, der während er fliegt eine Regenbogen-Spur hinterlässt. Sie wurde nicht gezeichnet, sondern ist ein Bild eines echten Tigers. Ihre Persönlichkeit schwankt zwischen der eines Teenagermädchens, einer Hauskatze und eines echten Tigers.

## Produktion und Veröffentlichung
Die Serie entstand bei den Cartoon Network Studios und Rough Draft Studios unter der Regie von Audie Harrison. Das Konzept der Serie stammt von Peter Browngardt, Produzentin war Rossitza Likomanova. Die Musik komponierten Mike Conte und Tommy Meehan und die künstlerische Leitung lag bei Bill Flores und Mark Bodnar.
Bereits der Pilot und eine Folge von Secret Mountain Fort Awesome nahmen Bezug auf den Inhalt von Uncle Grandpa. Am 30. März 2013 wurde mit 5 Disgustoids and a Baby erstmals eine Folge der neuen Serie gezeigt. Die Erstausstrahlung der ersten Staffel mit 26 Folgen geschah schließlich vom 2. September 2013 bis 1. April 2014. Die zweite Staffel mit ebenso 26 Folgen läuft seit dem 21. August 2014. Die Ausstrahlung erfolgte stets bei Cartoon Network, die die Serie später auch in Kanada, Großbritannien, Australien und Neuseeland zeigten, ab dem 24. Mai 2014 schließlich auch in Deutschland.

## Synchronisation
| Rolle                   | Originalsprecher          | Deutscher Sprecher |
| ----------------------- | ------------------------- | ------------------ |
| Uncle Grandpa           | Peter Browngardt          | Marco Kröger       |
| Uncle Grandpa           | Pendleton Ward (Folge 63) | Marco Kröger       |
| Mr. Gus                 | Kevin Michael Richardson  | Martin Gleitze     |
| Pizza Steve             | Adam DeVine               | Leonhard Mahlich   |
| Bauchtasche (Belly Bag) | Eric Bauza                | Dirk Stollberg     |
| Aunt Grandma            | Lena Headey               | Heide Ihlenfeld    |
| Tiny Miracle            | Tom Kenny                 | Jeffrey Wipprecht  |

Die deutsche Synchronfirma war die SDI Media Germany GmbH in Berlin, die Dialogbücher wurden von David Turba verfasst, die Dialogregie führte bis zur vierten Staffel Dennis Schmidt-Foß.
Dialogregie bei der fünften Staffel führten Julia Stoepel und Ina Gerlach.